# Anthypatos

Le terme d'anthypatos (en grec : ἀνθύπατος) est la traduction grecque du latin proconsul. Dans la région grecque de l'Empire romain, elle sert à désigner cet office de proconsul à la fin de l'ère romaine et au début de l'époque byzantine, et perdure en tant que fonction administrative jusqu'au IXe siècle. Par la suite et jusqu'au XIe siècle, elle devient une dignité byzantine de cour.

## Histoire et fonctions
À la fin de l'Empire romain et au début de l'Empire byzantin, le titre d’anthypatos est porté par les gouverneurs de quelques provinces particulières (Asie, Afrique, Achaïe et Constantinople entre 330 et 359) jusqu'au VIIe siècle, date à laquelle ce système administratif est remplacé par les thèmes. Au début du VIe siècle, il semble qu'il n'existe plus que des anthypatoi dirigeant deux éparchies : celle d'Asie et celle d'Achaïe ou d'Hellade.
Le titre est ensuite utilisé dans le contexte de la structure thématique de l'administration. Ainsi, les eparchoi kai anthypatoi (éparques et proconsuls) thématiques existent encore en Asie Mineure jusqu'au début du IXe siècle. Ils servent de gouverneurs civils, peut-être sous l'autorité du préfet de Constantinople tandis que les stratèges n'ont alors que l'autorité militaire. À cette époque, le terme commence aussi à être utilisé comme rang et dignité plutôt que comme fonction. Théophane le Confesseur rapporte que l'empereur Théophile honore Alexis Mousélé (l'époux de Marie, la fille de l'empereur) en le nommant patrikios et anthypatos, ce qui le place au-dessus des autres patrices dans la hiérarchie. Ce changement coïncide avec l'abolition des derniers vestiges du vieux système romain. De fait, les anthypatoi provinciaux sont supprimés et remplacés par les stratèges qui cumulent l'autorité civile et militaire. En tant que superviseurs de l'approvisionnement de l'armée et des affaires financières, ils sont remplacés par les prōtonotarioi, une fonction moins prestigieuse.
Ainsi, à partir de la dernière partie du règne de Michel III, le terme devient une dignité classique pour les « hommes barbus » (c'est-à-dire les non-eunuques) et se situe au-dessus de la dignité de patrice. Le titre complet d’anthypatos kai patrikios est de ce fait conféré à plusieurs hauts dignitaires administratifs et militaires au cours des Xe et XIe siècles. Il est rare que le titre d’anthypatos soit décerné seul, il est en général conféré en plus de celui de patrice. La promotion d'un anthypatos se fait au sein du Salon d'Or et l'empereur remet personnellement au récipiendiaire le diplôme d’anthypatos qui consiste en quatre feuillets de parchemin teint en pourpre. Au XIe siècle, il existe aussi des preuves de l'existence du titre de prōtanthypatos (en grec : πρωτανθύπατος, « premier anthypatos ») ainsi qu'une mention singulière d'un disanthypatos (en grec : δισανθύπατος, « double anthypatos »). Cet unique sceau attribué à George Drosérios, un juge, pourrait en fait renvoyer à la dignité de dishypatos selon Rodolphe Guilland. Cependant, toutes ces dignités disparaissent au début du XIIe siècle.